# The Unforgettable Fire Tour

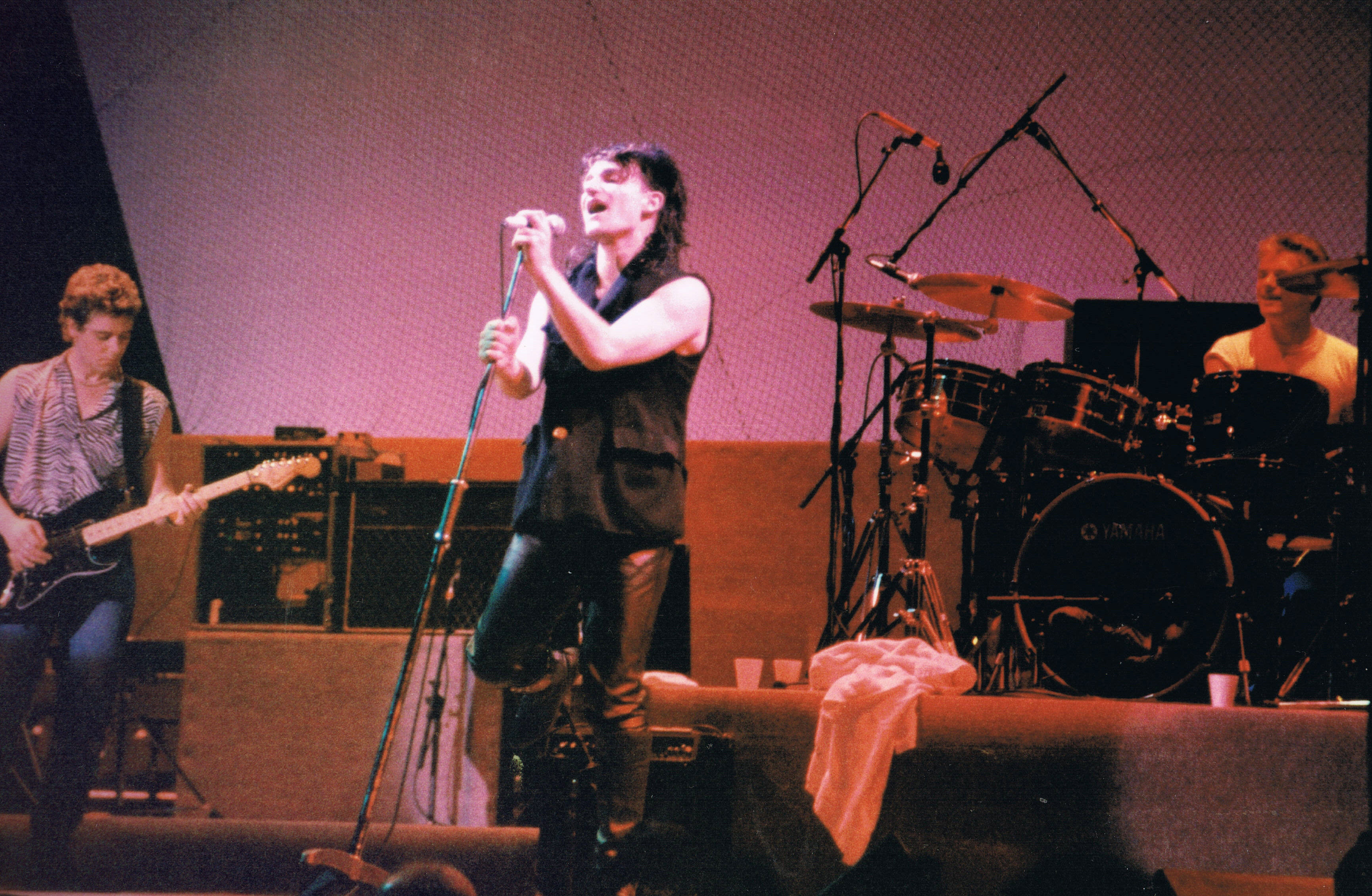
The Unforgettable Fire Tour, 9 september 1984

The Unforgettable Fire Tour var U2:s fjärde turné. Den inleddes med ett flertal konserter i augusti och september 1984 i Nya Zeeland och Australien, två länder man tidigare inte besökt. Albumet The Unforgettable Fire gavs inte ut förrän i oktober och U2 kände sig inte bekväma att spela flera av de nya låtarna. Bara Pride (In the Name of Love) och The Unforgettable Fire spelades regelbundet.
Den andra delen av turnén försköts därför något för att bandet skulle kunna repetera, och vissa konserter senarelades. Under december besöktes huvudsakligen större städer i USA i en "mini-turné" som fick positiv kritik. I den fjärde delen av turnén besöktes länder som tidigare ställts in, bland annat Sverige som också "fick" en bonus-spelning i Göteborg. Mellan februari och maj spelade U2 40 spelningar i 29 olika städer i USA och Kanada. Trots att de spelade mestadels i ishockeyhallar med kapacitet för över 15 000 åskådare, slutsåldes varje konsert. Samma arenor användes också till flera konserter i rad, bland annat i Los Angeles och New Jersey. Bandet uppnådde kultstatus, men för den breda publiken skulle genombrottet dröja till albumet The Joshua Tree 1987. 
I juli 1985 avslutades turnén med ett par spelningar på festivaler i Europa och, framför allt, framträdandet på Live Aid-galan. Där framfördes först Sunday Bloody Sunday och sedan Bad. I låtens mittparti bestämde sig Bono för, som han brukade, att dansa med någon i publiken. Avståndet mellan scenen och publiken var dock stort och svårt att passera. Artisterna fick heller inte ge sig ut i publiken. Under ett drygt tre minuter långt gitarrsolo av The Edge hoppade till sist Bono ner på marken och dansade med en kvinna. Bandet hade dragit över tiden och kunde därför inte framföra Pride (In the Name of Love). Men U2:s framträdande räknas idag till ett av de mer minnesvärda ögonblicken från galan.

## Låtlista på konserten i Stockholm 25 januari 1985
- 1. 11 O'Clock Tick Tock
- 2. I Will Follow
- 3. Seconds
- 4. MLK
- 5. The Unforgettable Fire
- 6. Wire
- 7. Sunday Bloody Sunday
- 8. The Cry / The Electric Co.
- 9. A Sort Of Homecoming
- 10. Bad
- 11. October
- 12. New Year's Day
- 13. Pride (In the Name of Love)
- 14. Gloria
- 15. Party Girl
- 16. Two Hearts Beat As One
- 17. 40

## Spelningar
- 1984-08-29 Christchurch, Nya Zeeland, Town Hall
- 1984-08-31 Wellington, Nya Zeeland, Show Building
- 1984-09-01 Auckland, Nya Zeeland, Logan Campbell Centre
- 1984-09-02 Auckland, Nya Zeeland, Logan Campbell Centre
- 1984-09-04 Sydney, Australien, Entertainment Centre
- 1984-09-05 Sydney, Australien, Entertainment Centre
- 1984-09-06 Sydney, Australien, Entertainment Centre
- 1984-09-08 Sydney, Australien, Entertainment Centre
- 1984-09-09 Sydney, Australien, Entertainment Centre
- 1984-09-11 Brisbane, Australien, Festival Hall
- 1984-09-13 Melbourne, Australien, Sports and Entertainment Centre
- 1984-09-14 Melbourne, Australien, Sports and Entertainment Centre
- 1984-09-15 Melbourne, Australien, Sports and Entertainment Centre
- 1984-09-17 Melbourne, Australien, Sports and Entertainment Centre
- 1984-09-18 Melbourne, Australien, Sports and Entertainment Centre
- 1984-09-20 Adelaide, Australien, Apollo Entertainment Centre
- 1984-09-21 Adelaide, Australien, Apollo Entertainment Centre
- 1984-09-23 Perth, Australien, Entertainment Centre
- 1984-09-24 Perth, Australien, Entertainment Centre

- 1984-10-18 Lyon, Frankrike, Espace Tony Garnier
- 1984-10-19 Marseille, Frankrike, Vélodrome
- 1984-10-20 Toulouse, Frankrike, Palais des Sports
- 1984-10-22 Bordeaux, Frankrike, Patinoire
- 1984-10-23 Nantes, Frankrike, St. Herblain
- 1984-10-25 Paris, Frankrike, Espace Ballard
- 1984-10-27 Bryssel, Belgien, Forest National
- 1984-10-28 Bryssel, Belgien, Forest National
- 1984-10-30 Rotterdam, Holland, Sportspaleis Ahoy
- 1984-10-31 Rotterdam, Holland, Sportspaleis Ahoy
- 1984-11-02 London, England, Brixton Academy
- 1984-11-03 London, England, Brixton Academy
- 1984-11-05 Edinburgh, Skottland, Edinburgh Playhouse
- 1984-11-06 Glasgow, Skottland, Barrowlands
- 1984-11-07 Glasgow, Skottland, Barrowlands
- 1984-11-09 Manchester, England, Apollo Theatre
- 1984-11-10 Manchester, England, Apollo Theatre
- 1984-11-12 Birmingham, England, NEC Arena
- 1984-11-14 London, England, Wembley Arena
- 1984-11-15 London, England, Wembley Arena
- 1984-11-19 Prag, Tjeckoslovakien, Velký Strahovský-stadion
- 1984-11-21 Dortmund, Tyskland, Westfalenhalle

- 1984-12-01 Philadelphia, PA, USA, Tower Theater
- 1984-12-02 Worcester, MA, USA, The Centrum
- 1984-12-03 New York, NY, USA, Radio City Music Hall
- 1984-12-05 Washington, DC, USA, Constitution Hall
- 1984-12-07 Toronto, Kanada, Massey Hall
- 1984-12-08 Detroit, MI, USA, Fox Theater
- 1984-12-09 Cleveland, OH, USA, Music Hall
- 1984-12-11 Chicago, IL, USA, Aragon Ballroom
- 1984-12-15 San Francisco, CA, USA, Civic Auditorium
- 1984-12-16 Los Angeles, CA, USA, Long Beach Arena

- 1985-01-23 Drammen, Norge, Drammenshallen
- 1985-01-25 Stockholm, Sverige, Johanneshovs Isstadion
- 1985-01-26 Göteborg, Sverige, Scandinavium
- 1985-01-28 Hamburg, Tyskland, Congress Centrum Hamburg
- 1985-01-29 Offenbach, Tyskland, Stadthalle
- 1985-01-31 Köln, Tyskland, Sporthalle
- 1985-02-01 Mannheim, Tyskland, Rosengarten Musensaal
- 1985-02-02 München, Tyskland, Rudi-Sedlmayer-Halle
- 1985-02-04 Milano, Italien, Palazetto dello Sport
- 1985-02-05 Bologna, Italien, Teatro Tenda
- 1985-02-06 Bologna, Italien, Teatro Tenda
- 1985-02-08 Zürich, Schweiz, Hallenstadion
- 1985-02-10 Paris, Frankrike, Palais Omnisports de Bercy

- 1985-02-25 Dallas, TX, USA, Reunion Arena
- 1985-02-26 Austin, TX, USA, Frank Erwin Center (University of Texas)
- 1985-02-27 Houston, TX, USA, The Summit
- 1985-03-01 Phoenix, AZ, USA, Compton Terrace
- 1985-03-02 Los Angeles, CA, USA, Los Angeles Memorial Sports Arena
- 1985-03-04 Los Angeles, CA, USA, Los Angeles Memorial Sports Arena
- 1985-03-05 Los Angeles, CA, USA, Los Angeles Memorial Sports Arena
- 1985-03-07 San Francisco, CA, USA, Cow Palace
- 1985-03-08 San Francisco, CA, USA, Cow Palace
- 1985-03-11 Honolulu, HI, USA, Neil Blaisdell Center Arena
- 1985-03-17 Denver, CO, USA, McNichols Sports Arena
- 1985-03-19 Minneapolis, MN, USA, Minneapolis Auditorium
- 1985-03-21 Chicago, IL, USA, Pavilion (University of Illinois)
- 1985-03-22 Chicago, IL, USA, Pavilion (University of Illinois)
- 1985-03-23 Detroit, MI, USA, Joe Louis Arena
- 1985-03-25 Cleveland, OH, USA, Richfield Coliseum
- 1985-03-27 Montréal, Kanada, Forum de Montréal
- 1985-03-28 Toronto, Kanada, Maple Leaf Gardens
- 1985-03-30 Ottawa, Kanada, Civic Center
- 1985-04-01 New York, NY, USA, Madison Square Garden
- 1985-04-02 Providence, RI, USA, Civic Center
- 1985-04-03 Uniondale, NY, USA, Nassau Veterans Memorial Coliseum
- 1985-04-08 Landover, MD, USA, Capitol Center
- 1985-04-09 Pittsburgh, PA, USA, Civic Arena
- 1985-04-10 Hampton, VA, USA, Hampton Coliseum
- 1985-04-12 East Rutherford, NJ, USA, Brendan Byrne Arena (Meadowlands Arena)
- 1985-04-14 East Rutherford, NJ, USA, Brendan Byrne Arena (Meadowlands Arena)
- 1985-04-15 East Rutherford, NJ, USA, Brendan Byrne Arena (Meadowlands Arena)
- 1985-04-16 Worcester, MA, USA, The Centrum
- 1985-04-18 Worcester, MA, USA, The Centrum
- 1985-04-19 Worcester, MA, USA, The Centrum
- 1985-04-20 Hartford, CT, USA, Civic Center
- 1985-04-22 Philadelphia, PA, USA, The Spectrum
- 1985-04-23 Hartford, CT, USA, Civic Center
- 1985-04-24 Philadelphia, PA, USA, The Spectrum
- 1985-04-27 Philadelphia, PA, USA, The Spectrum
- 1985-04-29 Atlanta, GA, USA, The Omni
- 1985-04-30 Jacksonville, FL, USA, Jacksonville Memorial Coliseum
- 1985-05-02 Tampa, FL, USA, Sun Dome (University of South Florida)
- 1985-05-03 Fort Lauderdale, FL, USA, Hollywood Sportatorium
- 1985-05-04 Fort Lauderdale, FL, USA, Hollywood Sportatorium

- 1985-05-25 Nürburg, Nürburgring
- 1985-05-26 Stuttgart, Tyskland, Neckarstadion
- 1985-05-27 Münster, Tyskland, Freigelände Halle Münsterland
- 1985-06-01 Basel, Schweiz, St. Jakob's Stadion
- 1985-06-03 Bratislava, Tjeckoslovakien, Štadión Pasienky
- 1985-06-22 Milton Keynes, England, Milton Keynes Bowl
- 1985-06-29 Dublin, Irland, Croke Park
- 1985-07-06 Torhout, Belgien, Festival Grounds
- 1985-07-07 Werchter, Belgien, Festival Grounds
- 1985-07-13 London, England - Wembley Stadium

## Låtar som spelades
De mest spelade låtarna under The Unforgettable Fire Tour (ej komplett då statistik saknas):
- Pride (In The Name of Love) 106 gånger
- Sunday Bloody Sunday 106
- 40 105
- Gloria 104
- I Will Follow 103
- New Year's Day 103
- October 103
- The Electric Co. 101
- The Cry 101
- Seconds 101
- 11 O'Clock Tick Tock 101
- The Unforgettable Fire 99
- Bad 90
- MLK 87
- A Sort Of Homecoming 86